# Camille Gutt

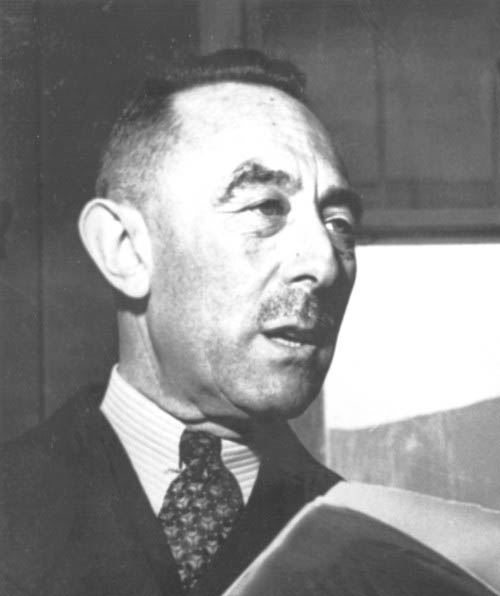
Camille Gutt, 1944

Camille Gutt é um economista e político da Bélgica. Ele foi diretor do FMI.